# Фредерік Хайнс
Фельдмаршал сер Фредерік Пол Хайнс, GCB, GCSI, CIE (англ. Frederick Paul Haines, 10 серпня 1819 — 11 червня 1909) — британський армійський офіцер. Він воював у Першій англо-сикхській війні, Другій англо-сикхській війні, а потім у Кримській війні: під час останнього конфлікту в битві під Інкерманом він утримував важливу перешкоду на поштовій дорозі, охороняючи підхід до табору 2-ї дивізії протягом шести годин. Він служив в Індії під час Повстання сипаїв, перш ніж стати командувачем 8-го полку піхоти у Сполученому Королівстві, а потім командиром бригади в Ірландії. Згодом він став головним офіцером, командувачем Майсурською дивізією Мадраської армії, а потім генерал-квартирмейстером збройних сил у Сполученому Королівстві. Він повернувся до Індії, щоб стати головнокомандувачем Мадраської армії в травні 1871 року, а потім головнокомандувачем в Індії в квітні 1876 року: він командував силами в Індії під час Другої англо-афганської війни і успішно наполягав на тому, щоб великі сили були доступні до мобілізації, але як тільки війна почалася, генерал-губернатор Індії, лорд Літтон, був схильний обійти Хайнса і мати справу безпосередньо з командирами на місцях, що призвело до напружених стосунків між цими двома чоловіками.

## Військова кар'єра
Народившись 10 серпня 1819 року в Кірдфорд, Сассекс, наймолодшим із чотирьох дітей Грегорі Хайнса, офіцера комісаріату, та Гаррієт Хайнс (уроджена Елдрідж), Хайнс здобув освіту в граматичній школі Мідхерст та Королівському військовому коледжі в Сандгерсті, перш ніж отримати звання в 4-му полку піхоти 21 червня 1839 року. 15 грудня 1840 року його підвищили до лейтенанта і призначили ад'ютантом генерала сера Хью Гофа (свекра його старшого брата) у 1843 році. Хайнс брав участь у битві при Мудкі в грудні 1845 року та битві при Ферозешаху (де він був важко поранений) в грудні 1845 року під час Першої англо-сикхської війни. Отримавши звання капітана в 10-му полку піхоти 16 травня 1846 року, він перейшов до 21-го Королівського північно-британського фузилерського полку 31 березня 1847 року, а потім воював у битві при Рамнагарі в листопаді 1848 року, битві при Чілліанвалі в січні 1849 року та битві при Гуджраті в лютому 1849 року під час Другої англо-сикхської війни, перш ніж отримати звання бревет-майора 7 червня 1849 року та бревет-підполковника 2 серпня 1850 року.
Хайнс служив у Кримській війні, беручи участь у битві при Альмі у вересні 1854 року, битві при Балаклаві у жовтні 1854 року та битві під Інкерманом у листопаді 1854 року, де, як старший офіцер, він утримував важливу перешкоду на поштовій дорозі, охороняючи підхід до табору 2-ї дивізії протягом шести годин.
Повернувшись до Англії, Хайнс став помічником ад'ютанта генерала в командуванні Алдершота в лютому 1855 року і, отримавши звання полковника 24 квітня 1855 року та бревет-полковника 18 грудня 1855 року. Став військовим секретарем головнокомандувача Мадраської армії в Індії в червні 1856 року, зберігши цю роль під час повстання в Індії в 1857 році. Він став командувачем 8-го полку піхоти у Сполученому Королівстві в жовтні 1859 року та заступником ад'ютанта генерала в Ірландії в червні 1862 року, перш ніж отримати командування бригадою в Ірландії з тимчасовим званням бригадного генерала в березні 1864 року.

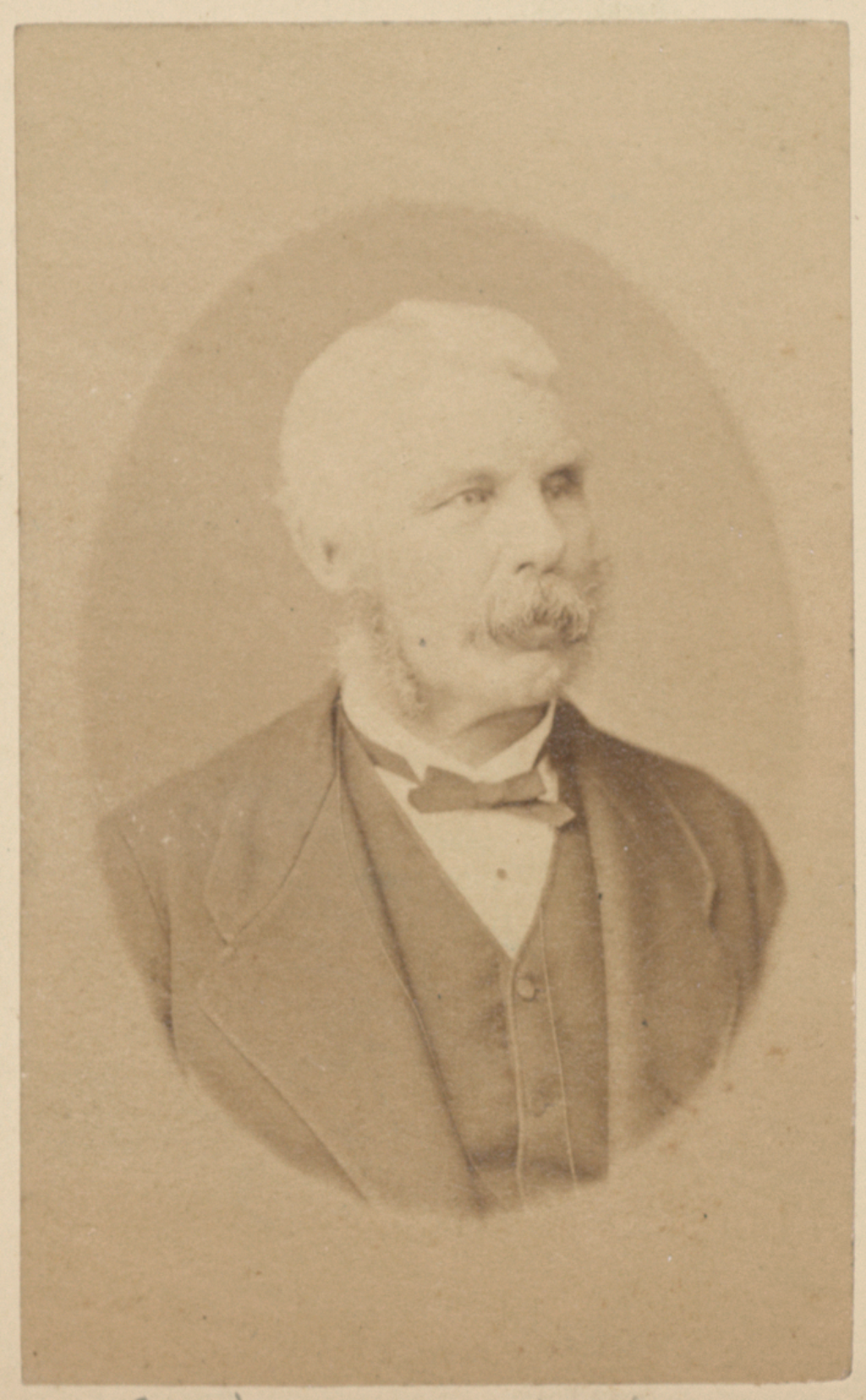
Сер Фредерік Хайнс під час Другої англо-афганської війни

Отримавши звання бревет-генерал-майора 25 листопада 1864 року, Хайнс повернувся до Індії, щоб стати генералом, командувачем Майсурською дивізією Мадраської армії в березні 1865 року. Він став генерал-квартирмейстером збройних сил у Сполученому Королівстві в 1870 році, перш ніж знову повернутися до Індії, щоб стати головнокомандувачем Мадраської армії, а також членом Ради губернатора Мадраса з місцевим званням генерал-лейтенанта в травні 1871 року.

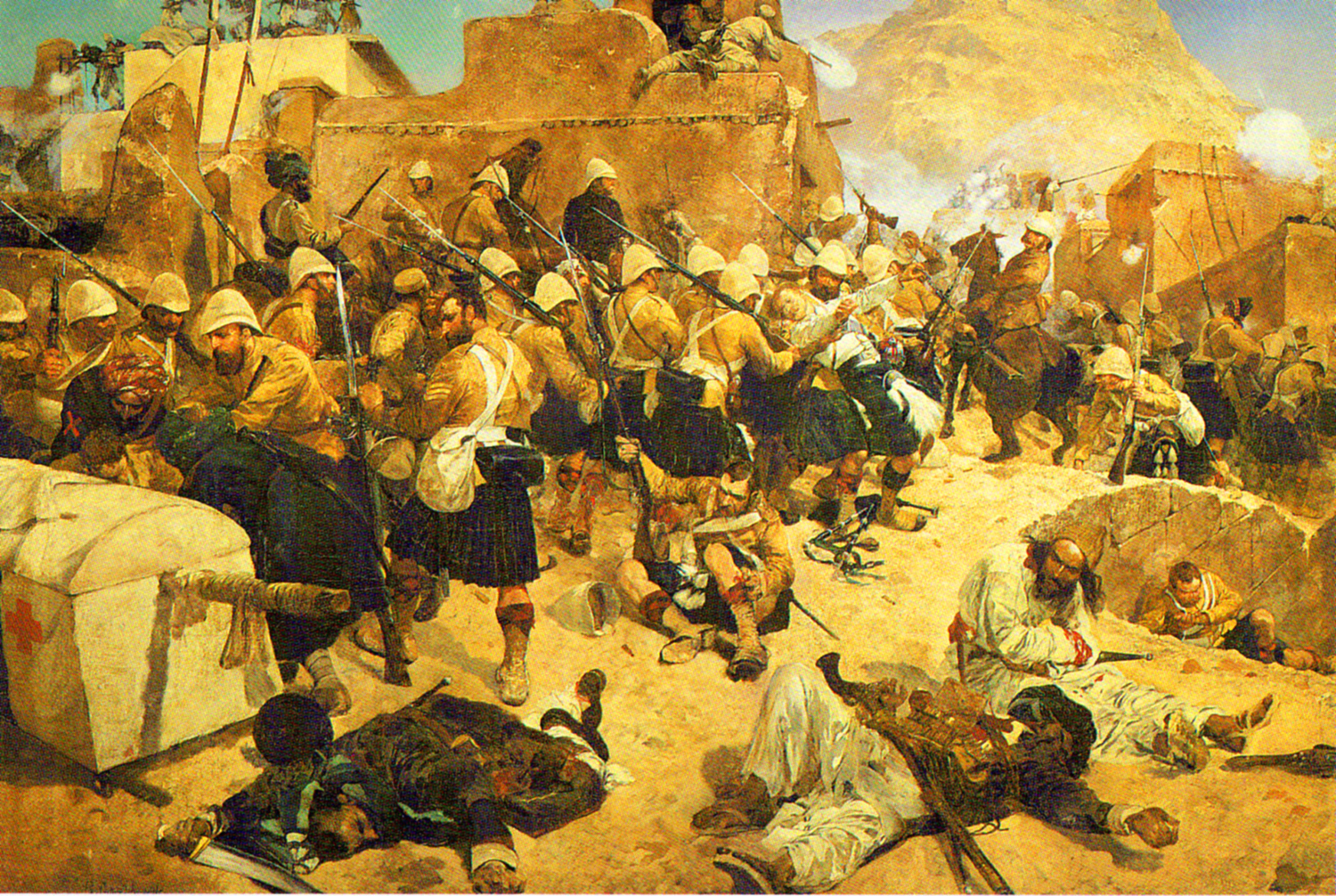
Друга англо-афганська війна, під час якої Хайнс командував британськими військами

Отримавши звання генерал-лейтенанта 23 травня 1873 року та місцеве звання повного генерала 22 березня 1876 року, Хайнс став головнокомандувачем в Індії в квітні 1876 року, отримавши звання бревет-повного генерала 1 жовтня 1877 року, він командував силами в Індії під час Другої англо-афганської війни і успішно наполягав на тому, щоб великі сили були доступні для мобілізації, але як тільки війна почалася, генерал-губернатор Індії, лорд Літтон, був схильний обійти Хайнса і мати справу безпосередньо з командирами на місцях, що призвело до напружених стосунків між цими двома чоловіками. Хайнсу було запропоновано баронетство за заслуги перед урядом Її Величності в Індії в 1880 році, але він відмовився від цієї честі через слабке здоров'я дружини, вважаючи, що її знову запропонують йому після її одужання. Проте її здоров'я погіршилося, і вона зрештою померла, і пропозиція баронетства так і не була відновлена.

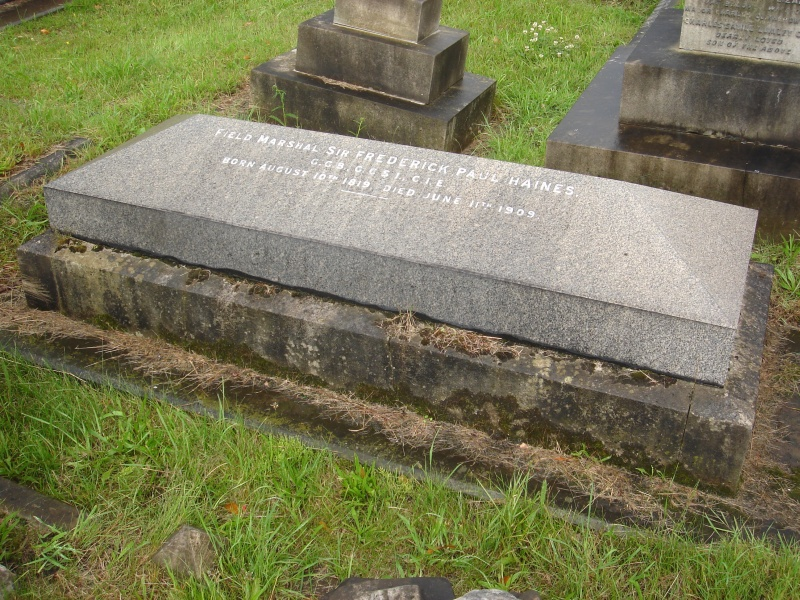
Надгробний пам'ятник, кладовище Бромптон, Лондон

Повернувшись на пенсію до Лондона в 1881 році, Хайнс отримав звання фельдмаршала 21 травня 1890 року. Він також став полковником 104-го бенгальського фузилерського полку, згодом 2-го батальйону Королівських мюнстерських фузилерів, а потім Королівських шотландських фузилерів. Він помер у своєму будинку на Пел-Мел у Лондоні 11 червня 1909 року і був похований на Бромптонському кладовищі в Лондоні.

## Сім'я
У 1856 році Хайнс одружився з Шарлоттою Джейн Софією Міллер, у них було троє синів.

## Відзнаки
Відзнаки Хайнса включали:
- Лицар Великого хреста ордена Лазні (GCB) — 2 червня 1877 року[22] (KCB — 20 травня 1871 року[23]);
- Лицар Великого хреста ордена Зірки Індії (GCSI) — 29 липня 1879 року[24];
- Компаньйон ордена Індійської імперії (CIE) — 31 грудня 1877 року[25];
- Орден Меджидіє, 5-й клас (Османська імперія) — 2 березня 1858 року[26].